# Misumenops temibilis
Misumenops temibilis är en spindelart som först beskrevs av Holmberg 1876.  Misumenops temibilis ingår i släktet Misumenops och familjen krabbspindlar. Inga underarter finns listade i Catalogue of Life.